# Georg Melchior von Ludolf

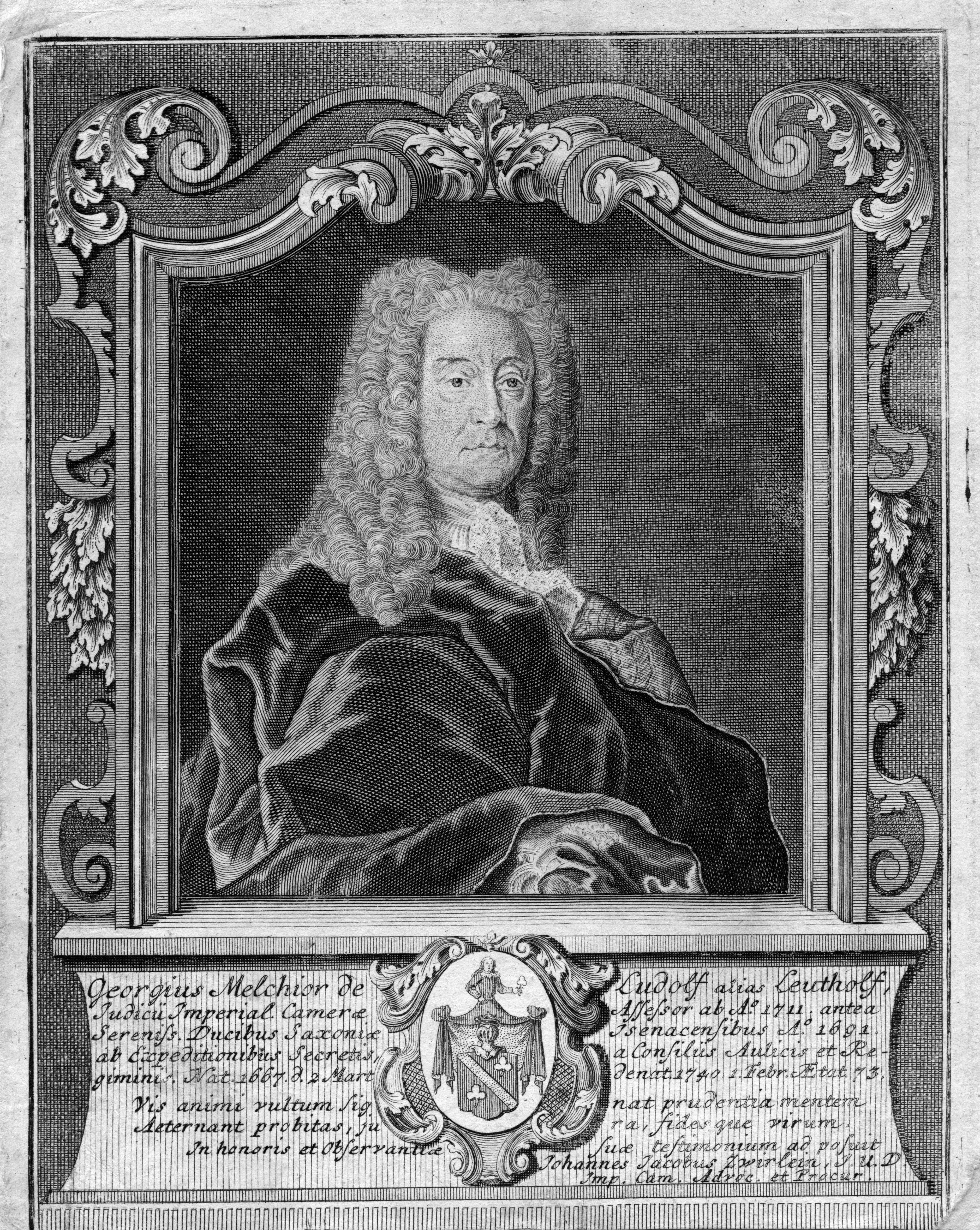

Georg Melchior Ludolf, ab 1712 von Ludolf (* 2. März 1667 in Erfurt; † 1. Februar 1740 in Wetzlar; auch Ludolph), war ein deutscher Jurist am Reichskammergericht zu Wetzlar.

## Leben
Georg Melchior Ludolf stammt aus einer Erfurter Ratsfamilie, sein (Halb-)Bruder war Heinrich Wilhelm Ludolf. Er verlor zunächst seinen Vater (1669), dann auch seine Mutter (1681), sodass seine Bildung hauptsächlich durch seinen Stiefvater besorgt wird. Noch nicht 9 Jahre alt, soll er vor gelehrten Zuhörer bereits einen freien, lateinischen Vortrag über das griechische Staatswesen gehalten haben. Schon mit 14 Jahren nahm er 1681 das Studium der Geschichte, Philosophie und Rechtswissenschaften an der Universität Erfurt auf. Als 1682 die Pest in Erfurt ausbrach, setzte Ludolf seine Studien an der Universität Jena fort, wo er vor allem unter dem direkten Einfluss von Nikolaus Christoph Freiherr von Lyncker stand. 
Nach Ende seines Studiums 1685 ging er als Sekretär mit seinem Oheim, dem herzoglich sächsisch-eisenach'schen obersten Geheimen Rat Johann Jacob Schmid nach Wien. Dort kam Ludolf als Sekretär zu einem Fürsten, den er auf seine Landgüter nach Böhmen, später in ein kaiserliches Lager bei Belgrad begleitete, wo sie unter dem Markgrafen Ludwig Wilhelm von Baden die Türken schlugen. Für seinen Fürsten ging er anschließend nach Augsburg, um dort der Wahl des deutschen Königs und späteren Kaisers Joseph I. beizuwohnen und Amtsgeschäfte abzuwickeln. Anschließend kehrte er zurück nach Wien.
Nachdem Ludolf von Wien nach Leipzig und Jena zurückgekehrt war, konnte er durch Vermittlung seines Oheims Schmid diverse Stellungen am Hof der Herzöge Johann Georg von Sachsen-Eisenach und Johann Wilhelm von Sachsen-Eisenach. Er rückte nach einigen Reisen in den ersten Dienst vor, und war nun für die Erledigung von Regierungsgeschäften verantwortlich und hatte Haus-, Hof- und Militärangelegenheiten zu bearbeiten. 1694 heiratete er Sophia Dorothea Faligken, 1697 wird er zum Hofrat unter Herzog Wilhelm ernannt und war Teil der Regierung in Jena.
Nachdem 1698 Herzog Georg verstorben war, übernahm Herzog Wilhelm auch dessen Regierungsgeschäfte, wodurch sich die Aufgaben von Ludolf erneut änderten. Er wurde unter anderem wieder nach Wien zu Kaiser Leopold I. abgeordnet, um dort die Geschäfte für den Herzog zu erledigen. Als 1710 der Beisitzer am Reichskammergericht Joachim Andreas von Bernstorff verstarb, bat Ludolf seinen Herzog, ihn für diese Stellung vorzuschlagen. Parallel hierzu nahm er wieder juristische Studien in Jena auf und promovierte mit der Arbeit De Jure foeminarum illustrium 1711 zum Dr. iur. utr. Seine in dieser Zeit an der Universität Jena gehaltenen Vorlesungen fanden Bewunderung bei den Hörern. Im selben Jahr bestand er mit Vorzug das Assessorats-Examen und zog nach Wetzlar, wo er 15. Juni 1711 unter dem Kammergerichtspräsidenten Franz Adolf Dietrich von Ingelheim in das Kollegium des Gerichts eingeführt wurde und den Platz als Assessor des obersächsischen Kreises einnahm. In Wetzlar erteilte Ludolf interessierten jugendlichen Unterricht in den Rechtswissenschaften. Am 22. Mai 1721 wurde er, nach eigner Bewerbung als Kurpfälzischer Assessor eingeführt und wechselte seinen Platz innerhalb des Reichskammergerichts, auf dem er bis zu seinem Tod verblieb.

## Ehrungen
Durch Kaiser Karl VI. wurde Ludolf am 12. Januar 1712 in Frankfurt am Main, für seine Verdienste der erbliche Reichsadel verliehen.

## Werke (Auswahl)

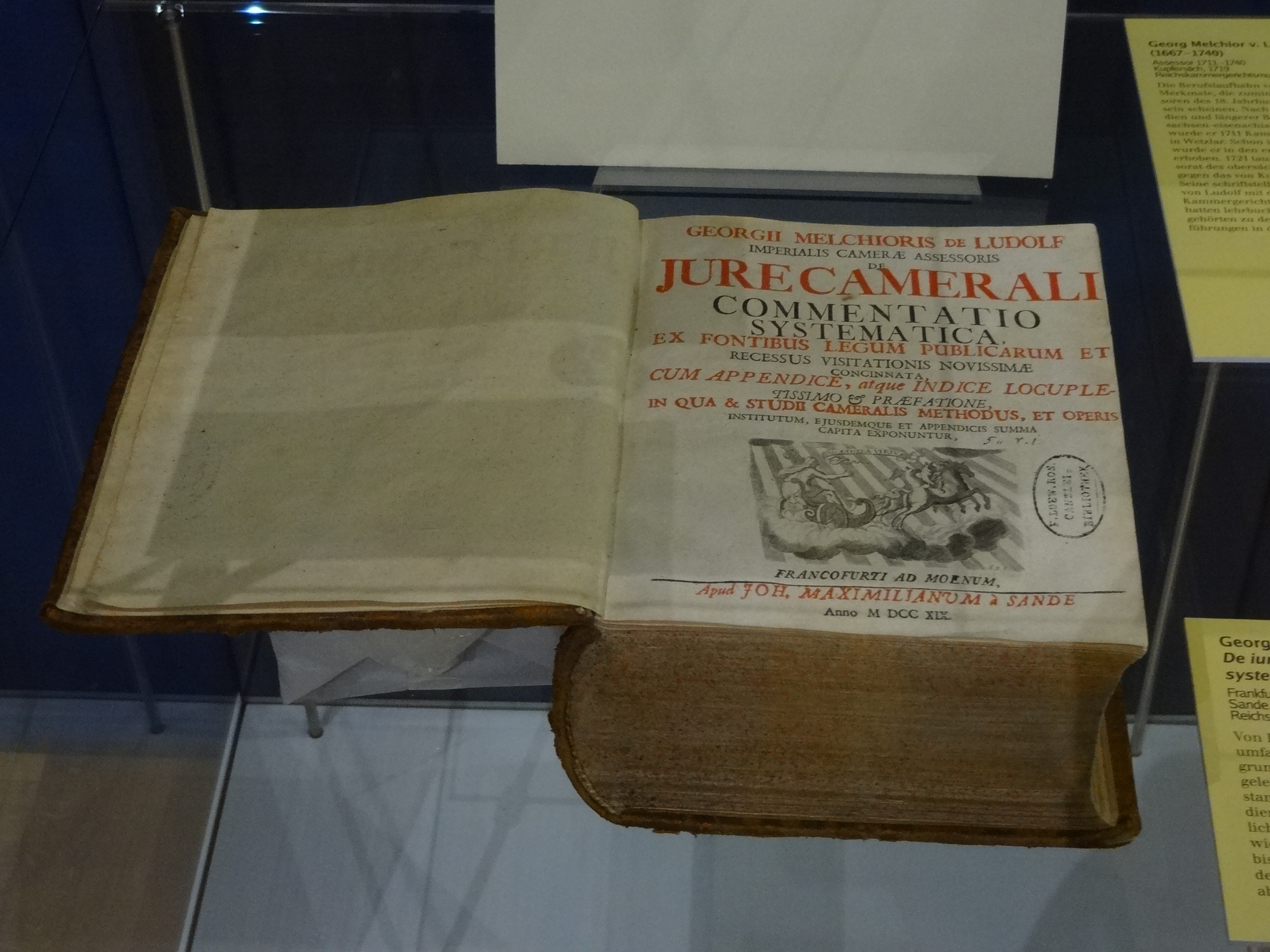
De iure camerali commentatio systemica, Frankfurt am Main bei Johann Maximilian von Sande, 1719, Reichskammergerichtsmuseum Wetzlar

- Schediasma de Comitiorum statu, 1796.
- Electa juris publici, Teil 1 1709 (weitere Auflagen: 1711, 1718), Teil 2, 1710.
- De Jure foeminarum illustrium, Jena 1711 (Dissertation).
- Delineatio juris cameralis brevis et perspicua, 1711; als Commentatio systematica de jure camerali vermehrt 1719; durch Johann Jacob von Zwierlein erweitert 1741.
- Historia sustentationis Judicii Supremi Camerae Imperialis. Das ist: Gründlicher Unterricht von dem Unterhalt des ... Reichs-Cammer-Gerichts ...; Frankfurt: J. M. v. Sand 1721 u. 1722
- Corpus juris cameralis, 1724 von Ludolf fortgeführt (Digitalisat).
- Symphorema consultationum et decisionum forensium etc. etc., Vol. I, 1731. Vol. II, 1734. Vol. III, 1739.
- Variae observationes forenses Teil I 1735, Teil II. 1732, Teil III. 1734.
- earundem supplementa, 1738.
- Vitae viri perillustris G. M. de Ludolf etc ab ipso scripta. Edidit etc. Heumannus, Göttingen 1740.

Auf Ludolf beruhende Werke:
- Catalogus privilegiorum S. R. I. Electorum, Principum ac Statuum de non appellando durch Johann Wilhelm Ludolf (Reichsgerichtsprokurator, mit Ludolf verwandt), mehrere Auflagen.
- Ludolf’schen Commentatio, 2. Auflage 1765 durch Kammergerichtsassessor v. Plonies.
- Ad Trigam Paragraphorum de Lud. comment. camer., 1775 durch Johann Ulrich Röder.